# Mecanismo de pederneira

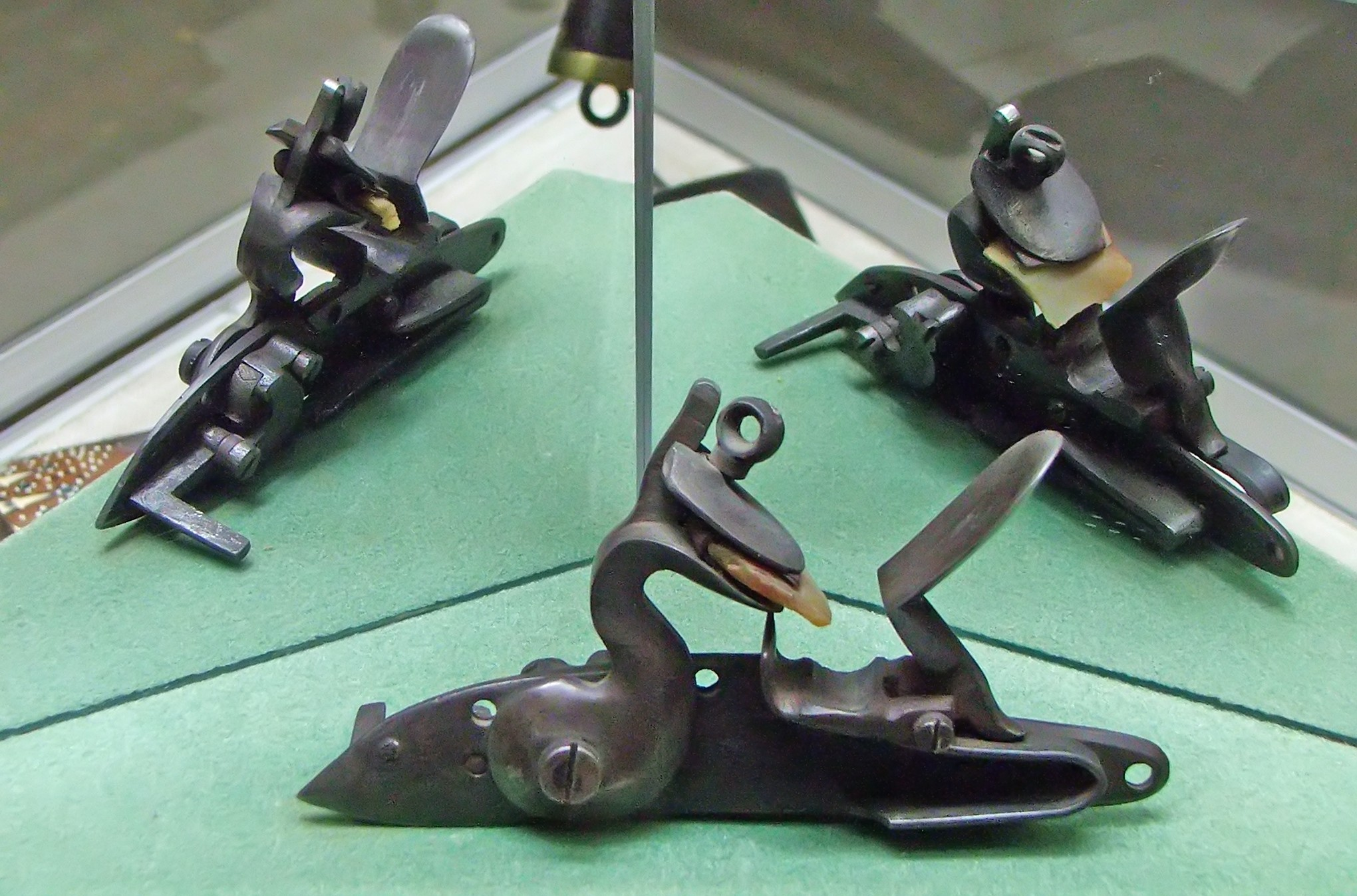
Alguns mecanismos de pederneira com suas características pedras de sílex.

O  mecanismo de pederneira, é um mecanismo de ignição que tem a aparência de cadeado e foi usado em mosquetes, rifles e pistolas do início do século XVII até meados do século XIX. É geralmente chamado simplesmente de "pederneira" (sem a palavra mecanismo), embora esse termo também seja comumente usado para as próprias armas como um todo, e não apenas para o mecanismo de ignição.

## Visão geral

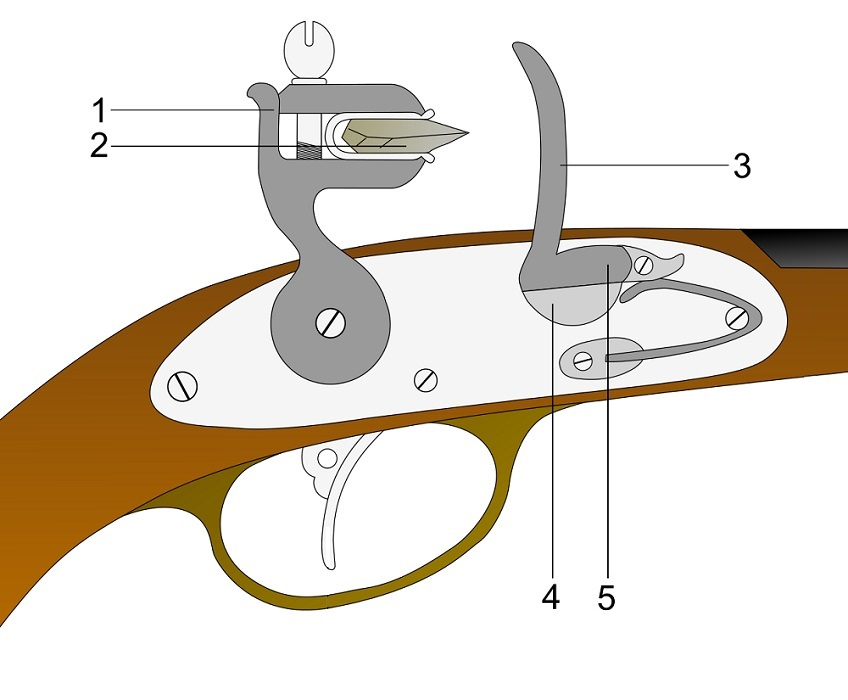
Os componentes do mecanismos de pederneira:
1- Cão
2- Pedra de sílex
3- Chapa de fricção
4- Caçoleta
5- Tampa da caçoleta.

O mecanismo de pederneira, consiste basicamente de um cão em forma de “S” com uma pinça na extremidade superior, onde ficava presa uma pequena pedra de sílex. À frente do cão existe uma chapa de ferro na qual a pedra é friccionada gerando faíscas, e a caçoleta para a pólvora de ignição e algum tipo de tampa da caçoleta.

## Funcionamento
O princípio de funcionamento era o mesmo nos vários sistemas: o cão é armado e fica tensionado por uma mola interna, a chapa de fricção com a tampa integrada é posicionada sobre a caçoleta; quando o gatilho é acionado, o cão é liberado e a pedra de sílex raspando na chapa de fricção, produz faíscas e inflama a pólvora fina contida na caçoleta, que através de furo conectado ao cano incendeia a carga de pólvora principal efetuando o disparo.

## Histórico
Nos mecanismos de pederneira mais rudimentares, a tampa da caçoleta era separada da chapa de fricção e precisava ser aberta manualmente, era o sistema snaplock (que perdurou entre 1540 e 1640 aproximadamente).
Em seguida veio o sistema snaphance (que vinha sendo desenvolvido desde 1550), começou a tomar força, ele possuía um mecanismo de abertura automática da tampa da caçoleta quando o gatilho era acionado.
Logo depois, a partir de 1630, um sistema aperfeiçoado ganhou popularidade, era o doglock, com dois aperfeiçoamentos primordiais: a tampa da caçoleta era integrada na chapa de fricção, e o cão possuía um mecanismo de trava em dois estágios: no primeiro ele ficava travado e a arma não disparava; no segundo, quando puxado até o fim, ele travava novamente e a arma ficava pronta para disparar.
Esse sistema ficou em voga até 1750, quando foi suplantado pelo que se convencionou chamar de "pederneira verdadeira", que foi desenvolvido na França a partir do início do século XVII, substituindo rapidamente os mecanismos de pederneira anteriores. 
O mecanismo de pederneira continuou sendo usado por mais de dois séculos, até que finalmente foi substituído pela espoleta de percussão.

## Outros usos

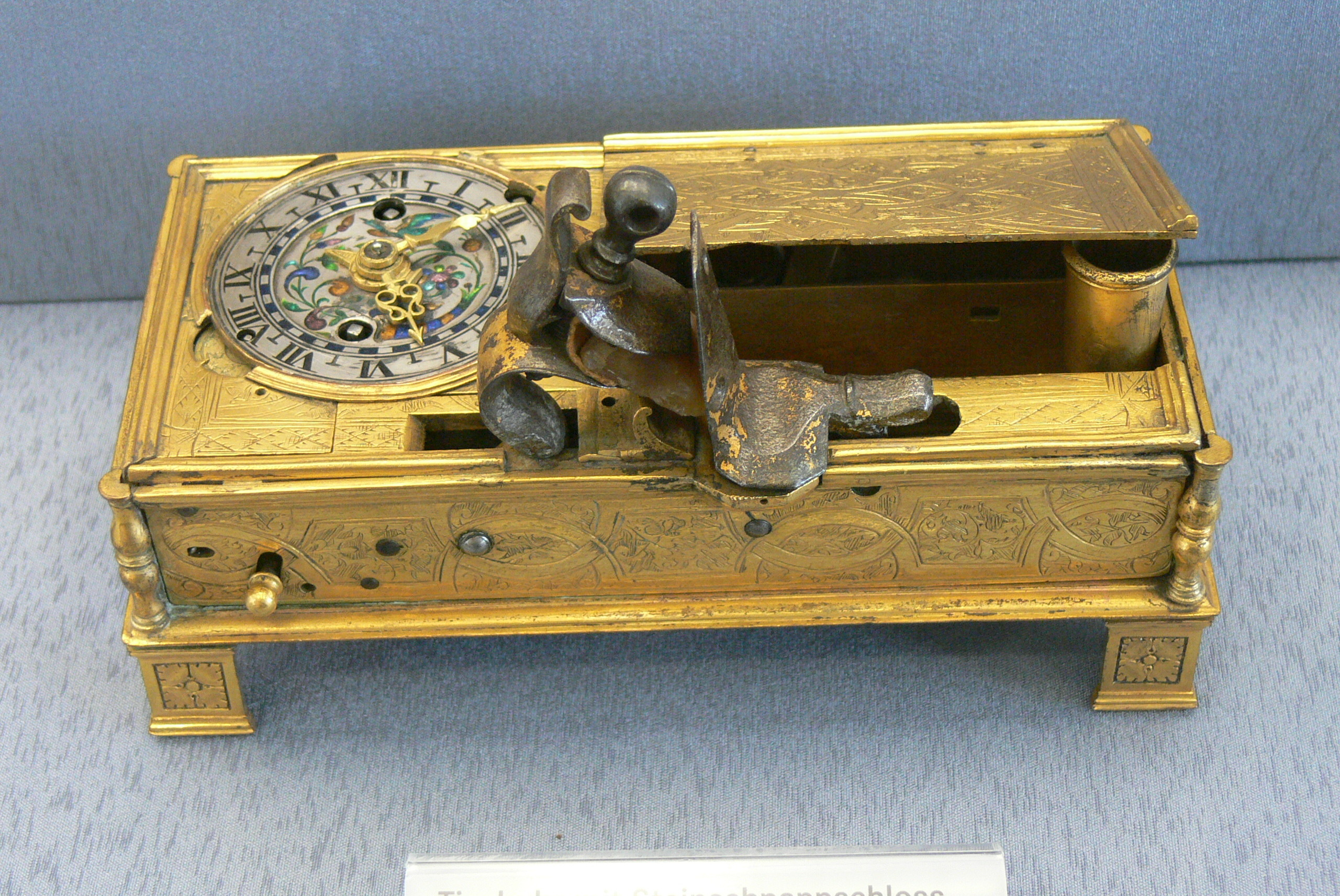
Despertador com mecanismo de pederneira para acender uma vela, c.1550. Germanisches Nationalmuseum, Nuremberg

Algumas das primeiras minas terrestres, ou "fougasses", eram detonadas por mecanismos de pederneira, que também foram usados para lançar foguetes Congreve.
Um isqueiro de pederneira, era um dispositivo usado em famílias ricas desde o século XVIII até a invenção de fósforos confiáveis. Assemelhava-se um pouco a uma pequena pistola de pederneira, mas sem cano e com castiçal e pernas para que pudesse ficar de pé. Quando o gatilho era acionado, as faíscas geradas acendiam uma carga seca na caçoleta, a partir da qual a vela seria acesa rapidamente. O dispositivo fornecia uma fonte rápida e confiável de luz e chama para acender fogueiras.
Existiam despertadores que, além de soarem uma campainha, usavam um mecanismo de pederneira' para acender uma vela. Exemplares deles fabricados na Alemanha e na Áustria, datando do século XVIII, estão preservados nas coleções do Museu Britânico e do Museu Hermitage na Rússia. Um exemplar que data de 1550 está no Germanisches Nationalmuseum (Museu Nacional da Cultura Germânica) em Nuremberg.